# Son Bou
|  | Per a altres significats, vegeu «Basílica de Son Bou». |

Son Bou o Platges de Son Bou és una platja situada a vuit quilòmetres d'Alaior, situada entre Punta Rodona i Cap de ses Penyes, així com al costat de les urbanitzacions de Son Bou, Sant Jaume de la Mediterrània i Torre Solí Nou. Aquesta platja forma part de l'enorme entrant de mar, en forma d'U, que ha originat una badia gegantina, totalment oberta a la mar. També es caracteritza per ser el tram de litoral arenós més extens de Menorca, amb més de 2,4 quilòmetres longitudinals i 120 m d'amplada, tenir arena fina blanca i aigua cristal·lina, a més d'una afluència alta de banyistes locals i turistes.
D'altra banda, disposa d'un bon nombre de bars, restaurants, hotels, servei de socorristes i altres serveis, a més les condicions marines subaquàtiques són òptimes per al fondeig d'embarcacions sempre que la climatologia sigui favorable i no bufin corrents eòliques de component nord o nord-oest. A l'extrem oest de la platja hi ha una zona on es pot practicar el nudisme.

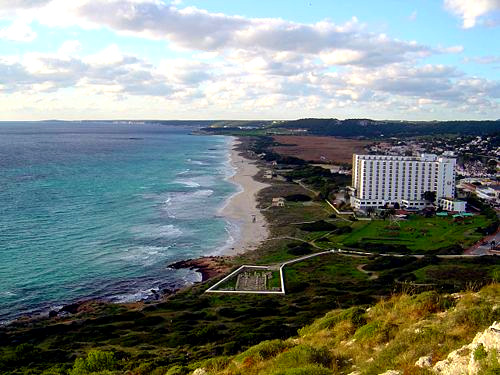
Son Bou

Son Bou compta amb una petita albufera, el prat de Son Bou, que constitueix un refugi per a les aus aquàtiques migratòries. Al penya-segat que tanca la platja pel costat est, s'hi obren nombroses boques de coves d'una necròpolis talaiòtica, als peus de la qual hi ha també una basílica paleocristiana.
L'octubre de 2010 el submarí d'un equip científic va trobar bancs de corall negre a la capçalera del canyó de Son Bou, al Canal de Menorca, a uns 100 metres de fondària. Era la primera vegada que es trobava aquest tipus de corall (d'altra banda, molt extingit degut a l'activitat humana de les darreres dècades) en aquella zona del Mediterrani nord-occidental. També s'hi van observar colònies de gorgònia Callogorgia, de corall d'aigües fredes Dendrophyllia cornigera i d'esponges.

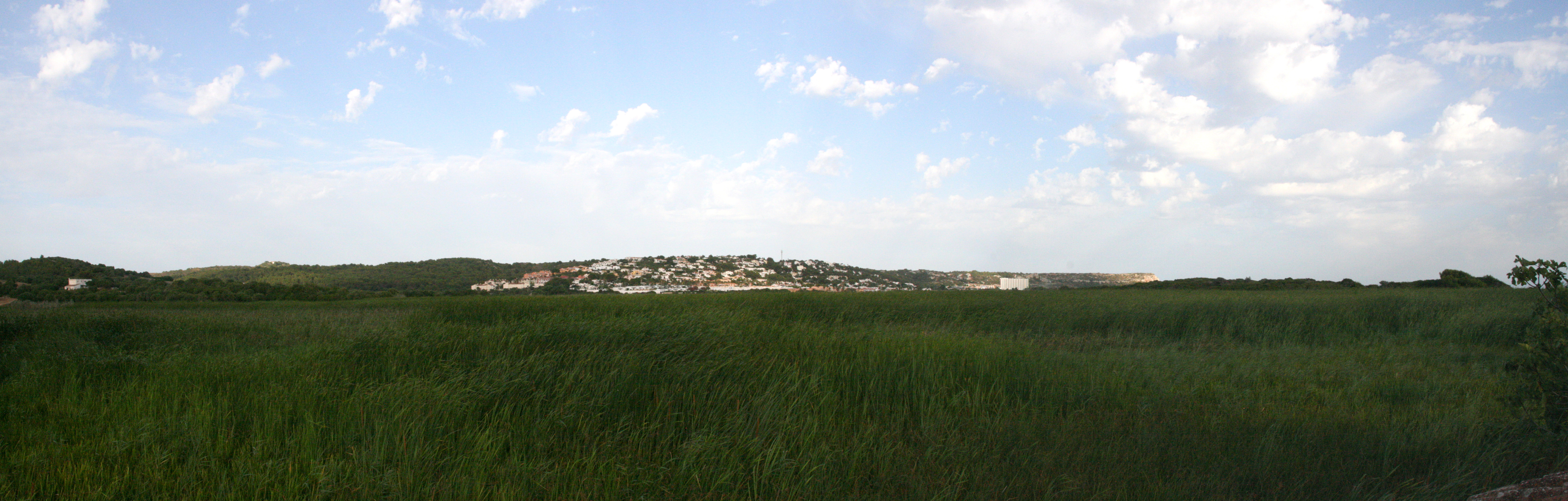
Prat de Son Bou des del barranc de sa Vall.